# Nolinge

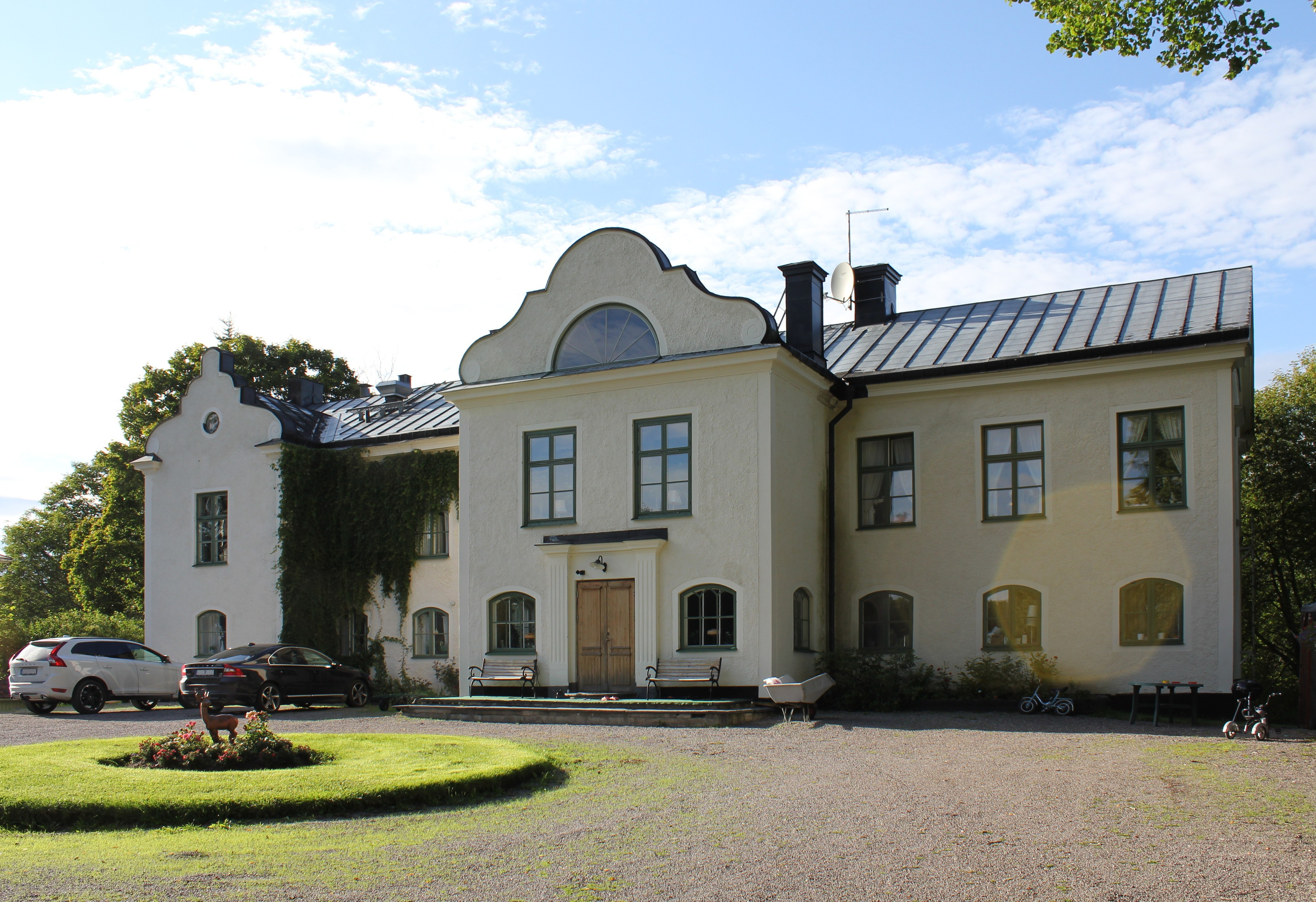
Nolinge gårds huvudbyggnad, augusti 2012.

Nolinge säteri (i äldre tid stavat Nohlinge) är en herrgård och ett tidigare säteri beläget mitt emellan sjöarna Getaren och Malmsjön i Grödinge socken, Botkyrka kommun. Huvudbyggnaden härrör från 1700-talet och uppfördes på en kulle, idag nära södra infarten till Lida friluftsgård.

## Historik

### Ägare

Nolinges ägor år 1778.

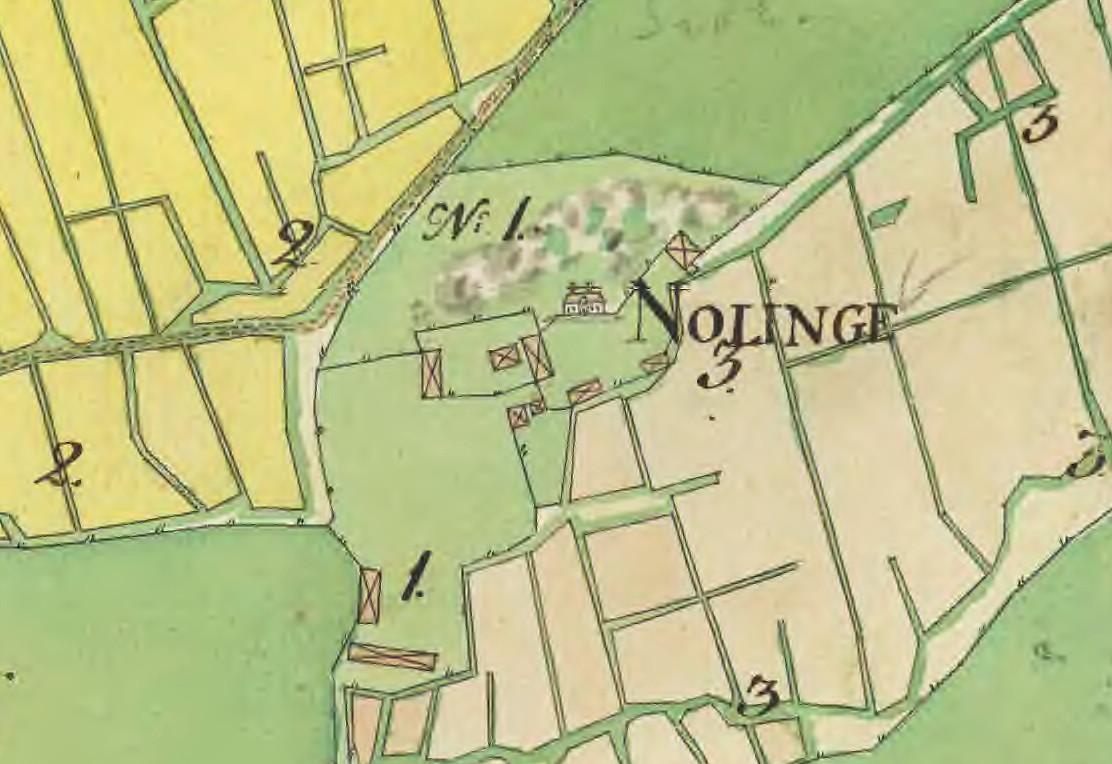
Gårdens huvudbebyggelse 1778.

Nolinge har varit boplats för människor sedan äldre stenåldern vilket visas av talrika fornlämningar. Här står till exempel den vikingatida runstenen Nolingestenen. Bakom gården ligger en bergsrygg, långt tillbaka i tiden gick en farbar väg tvärs över berget till gården Norrga och Norrga kvarn.
Nolinge förvärvades 1629 assessorn Peder Nilsson Gyllenax och kom med dennes dotter till amiral-löjtnanten Daniel Jönsson Strutz, adlad Daniel Jönsson Strussflycht som även kom att äga sätesgården Väsby i Värmdö socken. Mellan 1790 och 1828 ägdes gården av greve Johan Adam Cronstedt och 1861 av grosshandlaren Alexander Åhlström. Samma år påträffades en järnmalmsfyndighet med hög järnhalt på gårdens ägor.
Gården ägdes under 1800-talets andra hälft av poeten Herman Sätherberg och därefter av byggmästaren Olof Mårtensson (född 1873) som hade här sin konstsamling och var bosatt på Nolinge fram till sin död 1949. Egendomen övertogs sedan av sonen Erik Gustav Mårtensson (född 1909) som hade en lantbruksutbildning i botten och blev liksom fadern byggmästare.
Den 1 januari 1959 köpte Stockholms stad (genom stadsägda AB Strada) gården med tillhörande omkring 650 hektar mark från Erik Mårtensson för 2 275 000 kronor. Anledningen var stadens behov av ytterligare mark för friluftsändamål. Grannskapet till det av Stockholm ägda Norrga friluftsreservat och den omedelbara närheten till friluftsgården Lida talade för köpet. Därefter var marken utarrenderad och byggnaderna uthyrda.
År 2009 beslöt Stockholms stad att sälja Nolinge gård. Anledningen var ett inriktningsbeslut från 2007 att sälja Stockholms stads jordbruk i andra kommuner. Egendomen såldes på den öppnamarknaden för 24,5 miljoner kronor.

### Byggnader

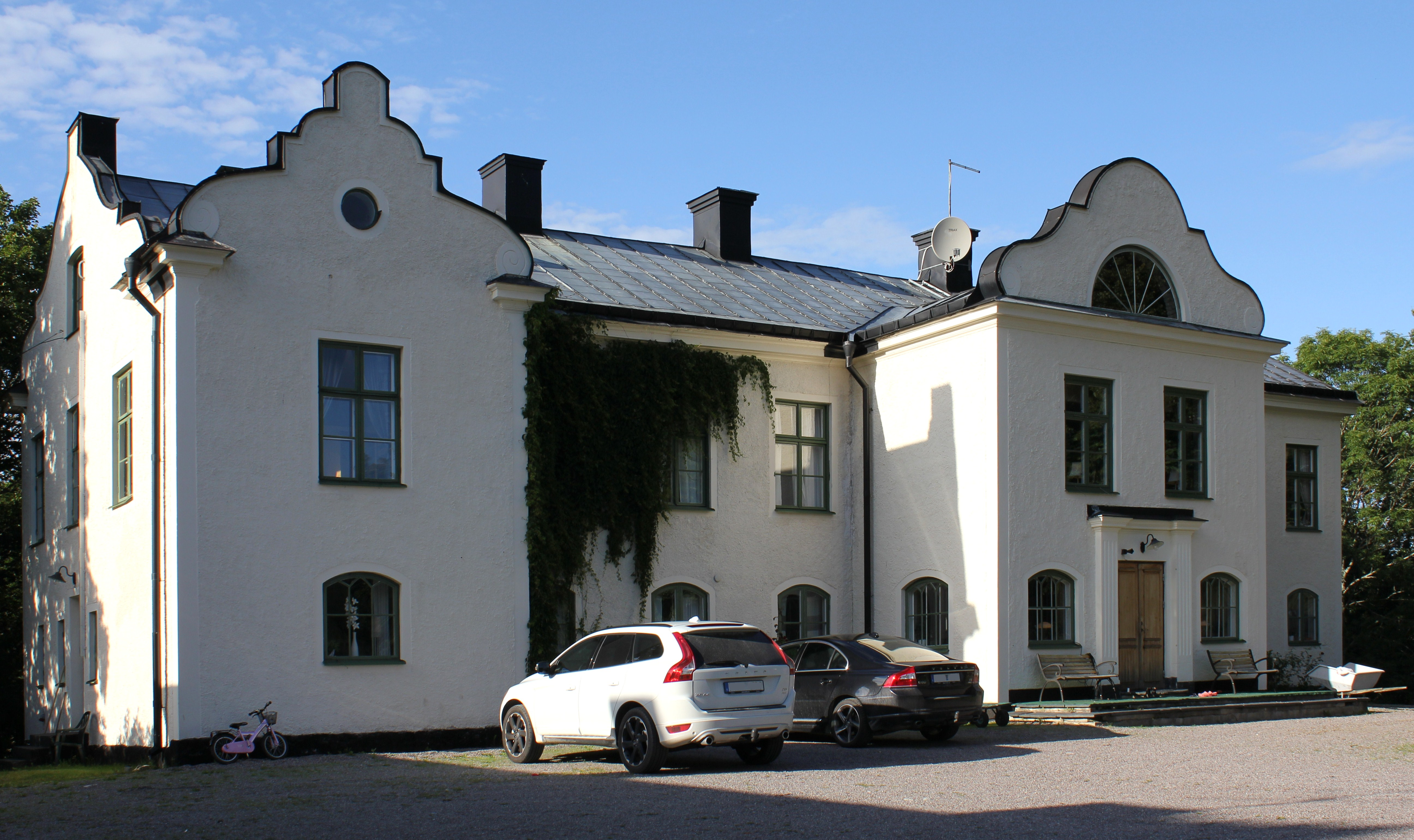
Huvudbyggnaden 2012.

Nolinge gårds bostadsbyggnader utgörs av en huvudbyggnad i två plan, en flygel, ett bostadshus, en grindstuga och torpet Rosenberg som ligger på egendomens norra del. Huvudbyggnaden har en boyta av 600 m² och härrör från mitten av 1700-talet. Den har en stomme av trä vars fasader reveterades och avfärgades i ljus kulör. Huvudentrén ligger i en framskjuten byggnadsdel som avslutas över taket med ett svängt gavelröste. Flygeln flankerar huvudbyggnadens västra sida och är en äldre timmerbyggnad, i tvåvåningar och fasader av vitmålad träpanel.
Ekonomibyggnaderna består av ladugård/stall, loge med spannmålstork, nybyggd maskinhall/verkstad, vagnslider samt ett par äldre lador. Ladugården har en byggnadsyta om ca 620 m² den är uppförd i timmer med fasader av rödmålad träpanel. Idag (2021) drivs här hästverksamheten Nolinge Hästgård samt vanligt lant- och skogsbruk.
Det ostligaste av Nolings torp heter Björknäs. Det ligger vid sjön Getaren och tillkom före 1667. Torpet finns fortfarande kvar och hyrs av Lida  vattenskidklubb.

### Bilder

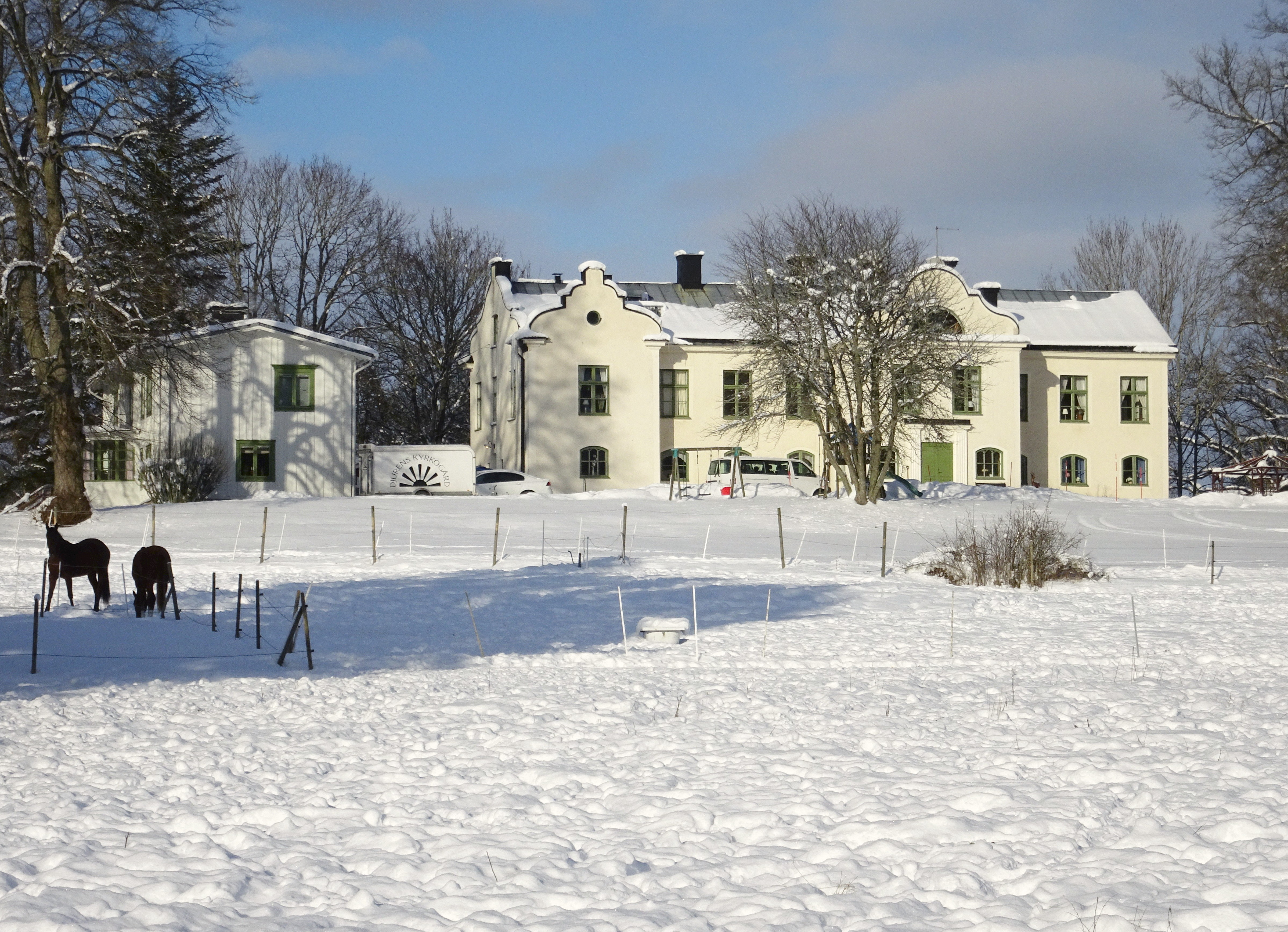
Huvudbyggnaden från söder.
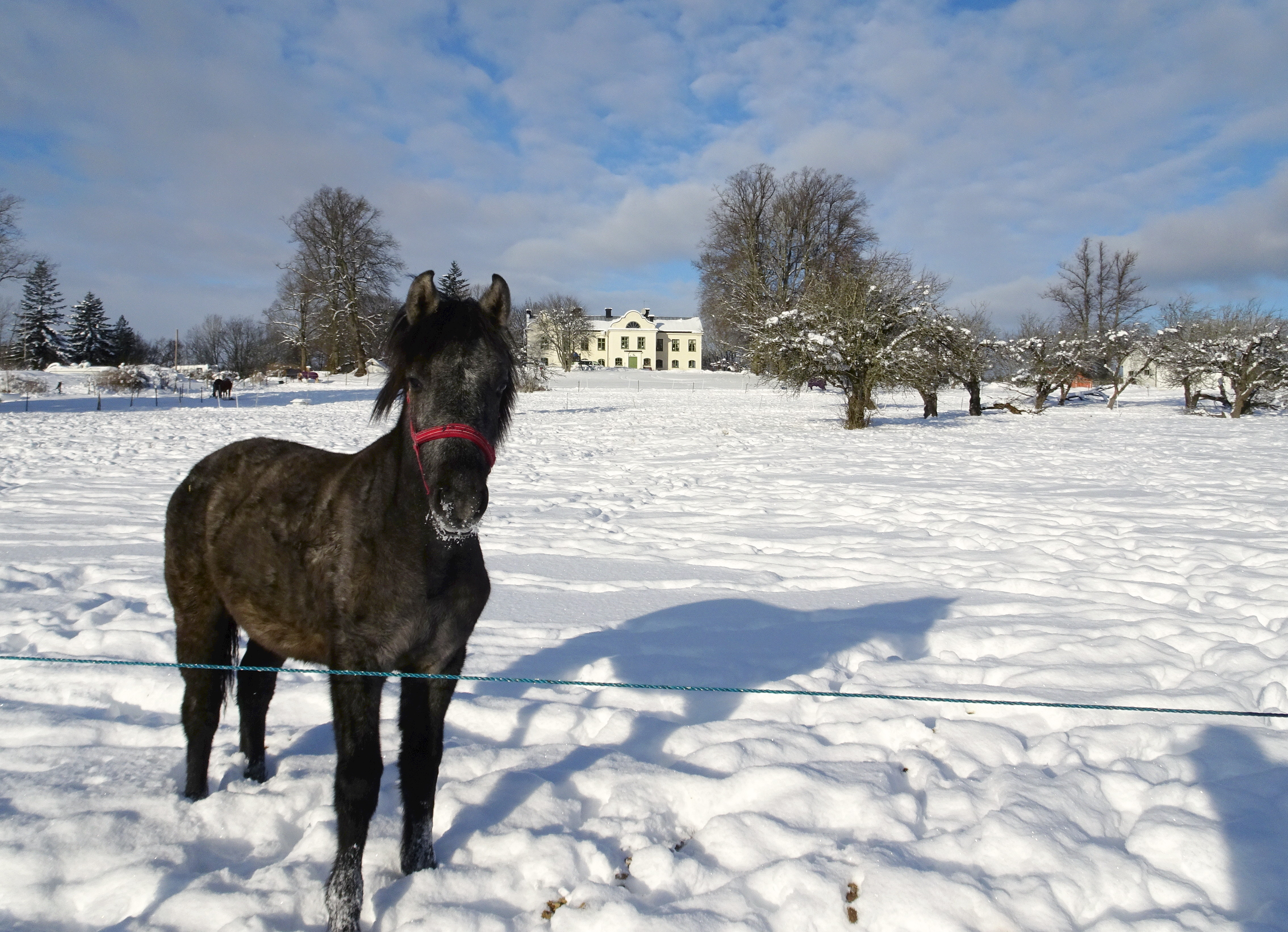
Hästhagar med huvudbyggnaden i bakgrunden.
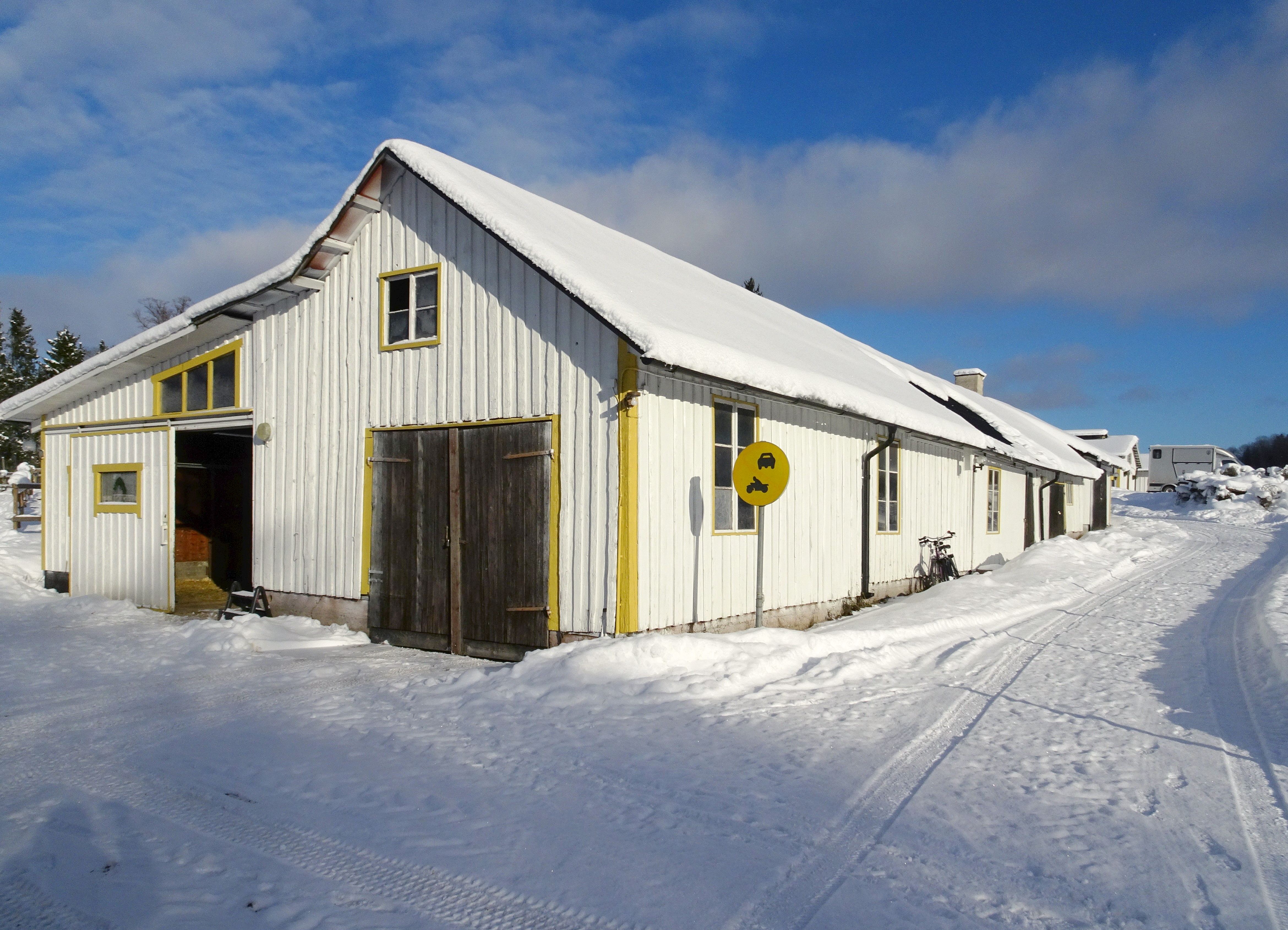
Nolinge Hästgårds byggnader.
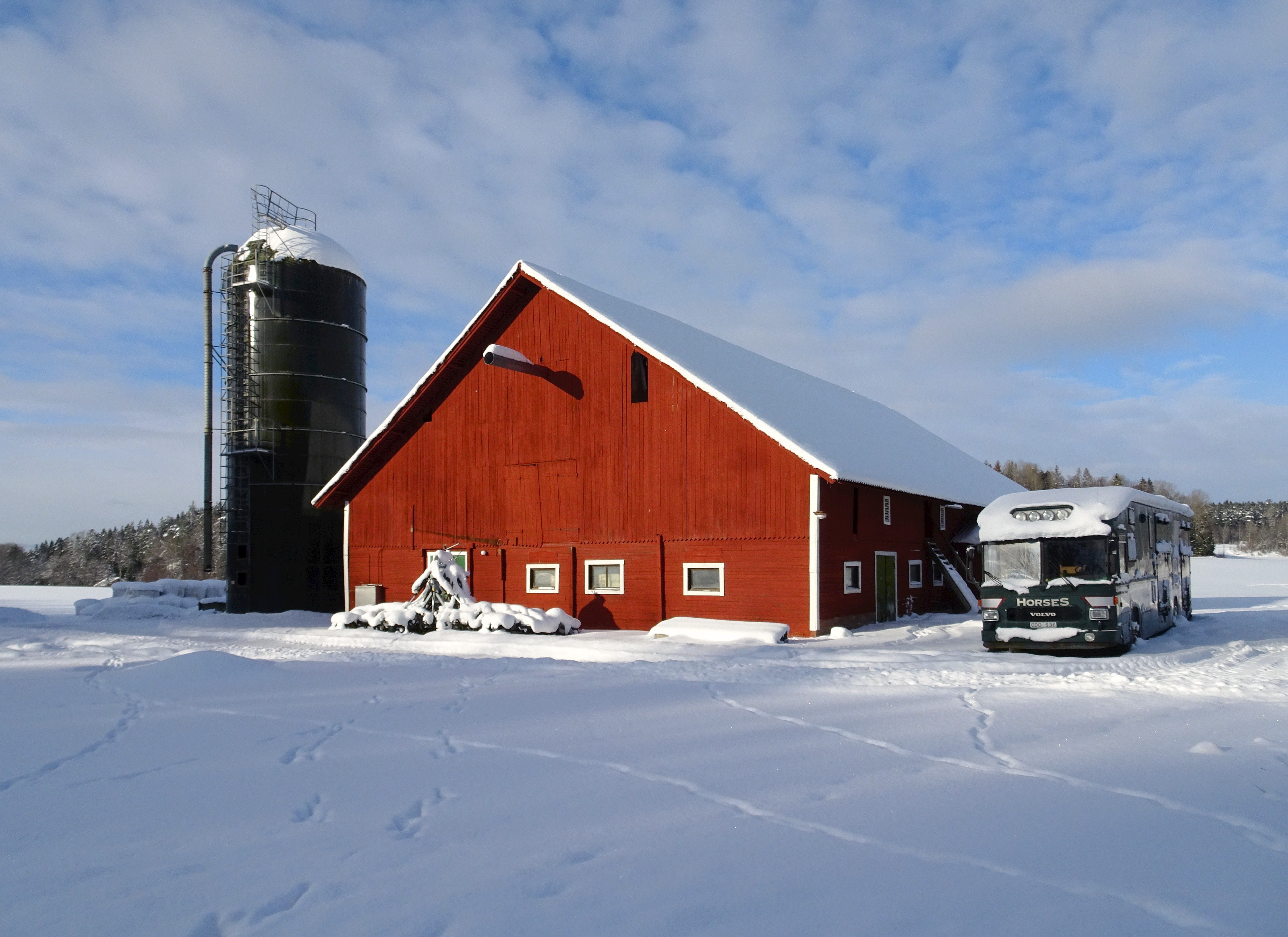
Nolinges ekonomibyggnader.
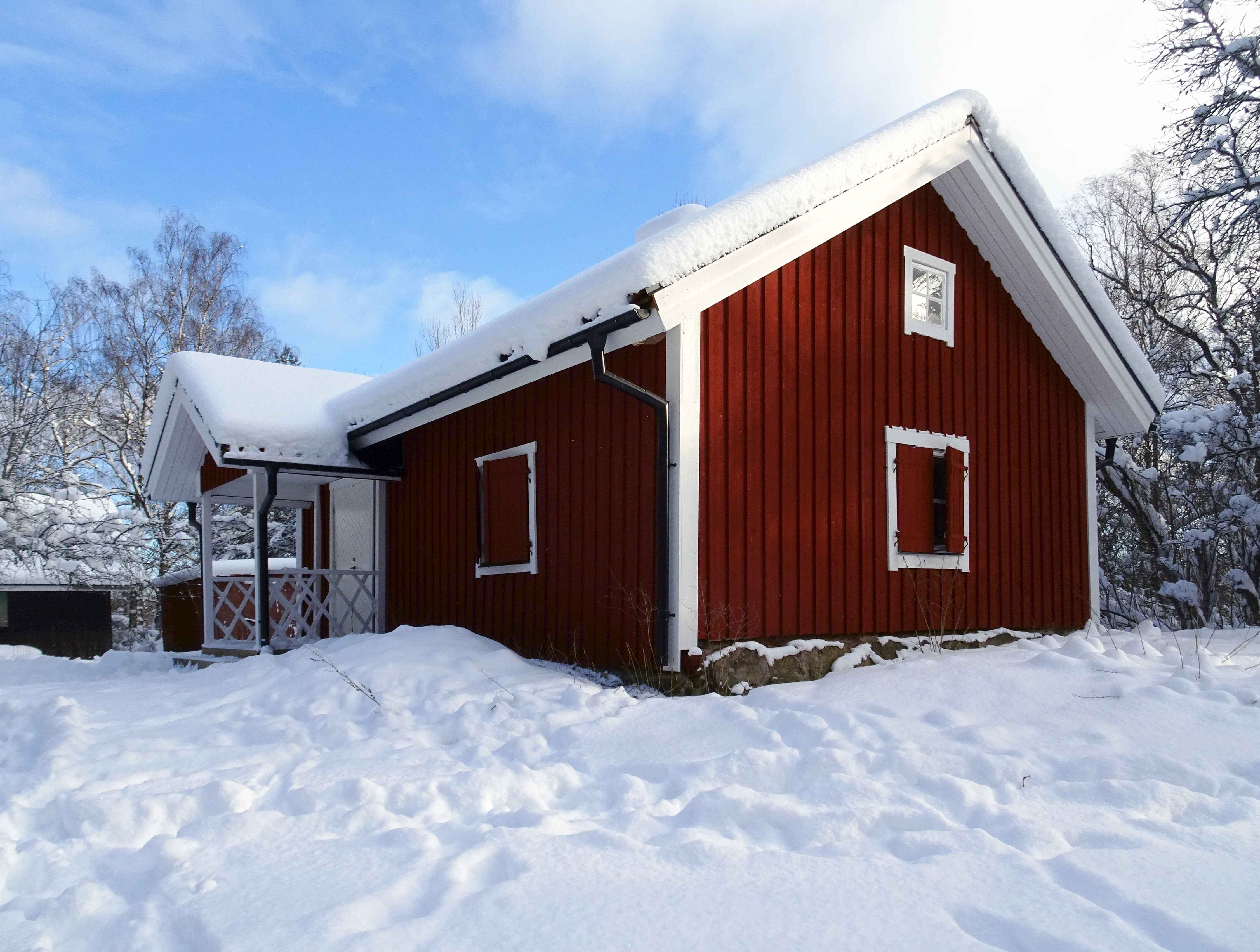
Torpet Björknäs.